# Северолюбка
Северолю́бка (также арктофила; лат. Arctóphila, от др.-греч. ἄρκτος — «север» и φιλία — «любовь») — монотипный род травянистых растений семейства Злаки (Poaceae). Включает единственный вид — Северолюбка рыжеватая (Arctophila fulva), распространённый на севере Евразии и Северной Америки.

## Ботаническое описание

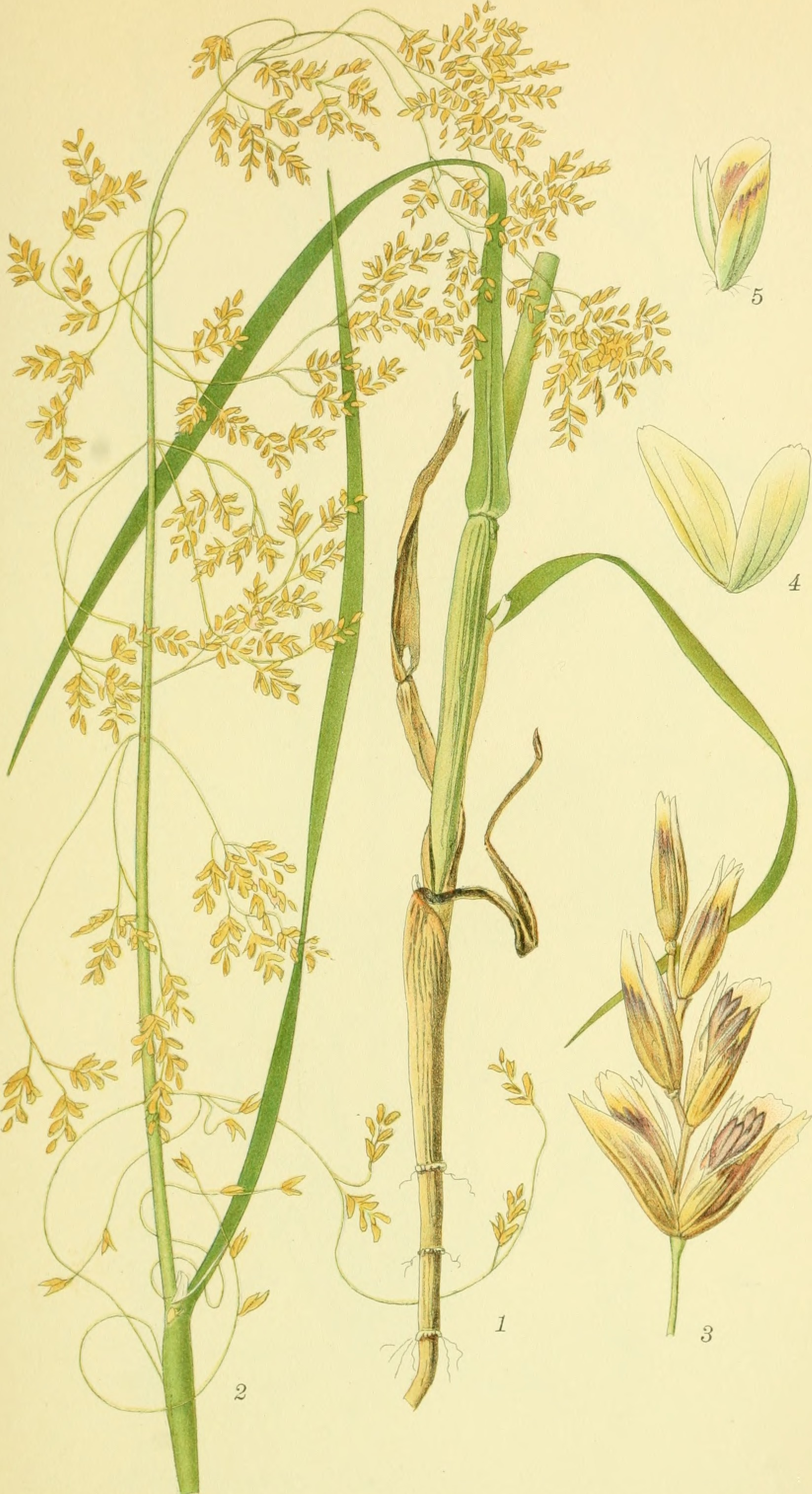

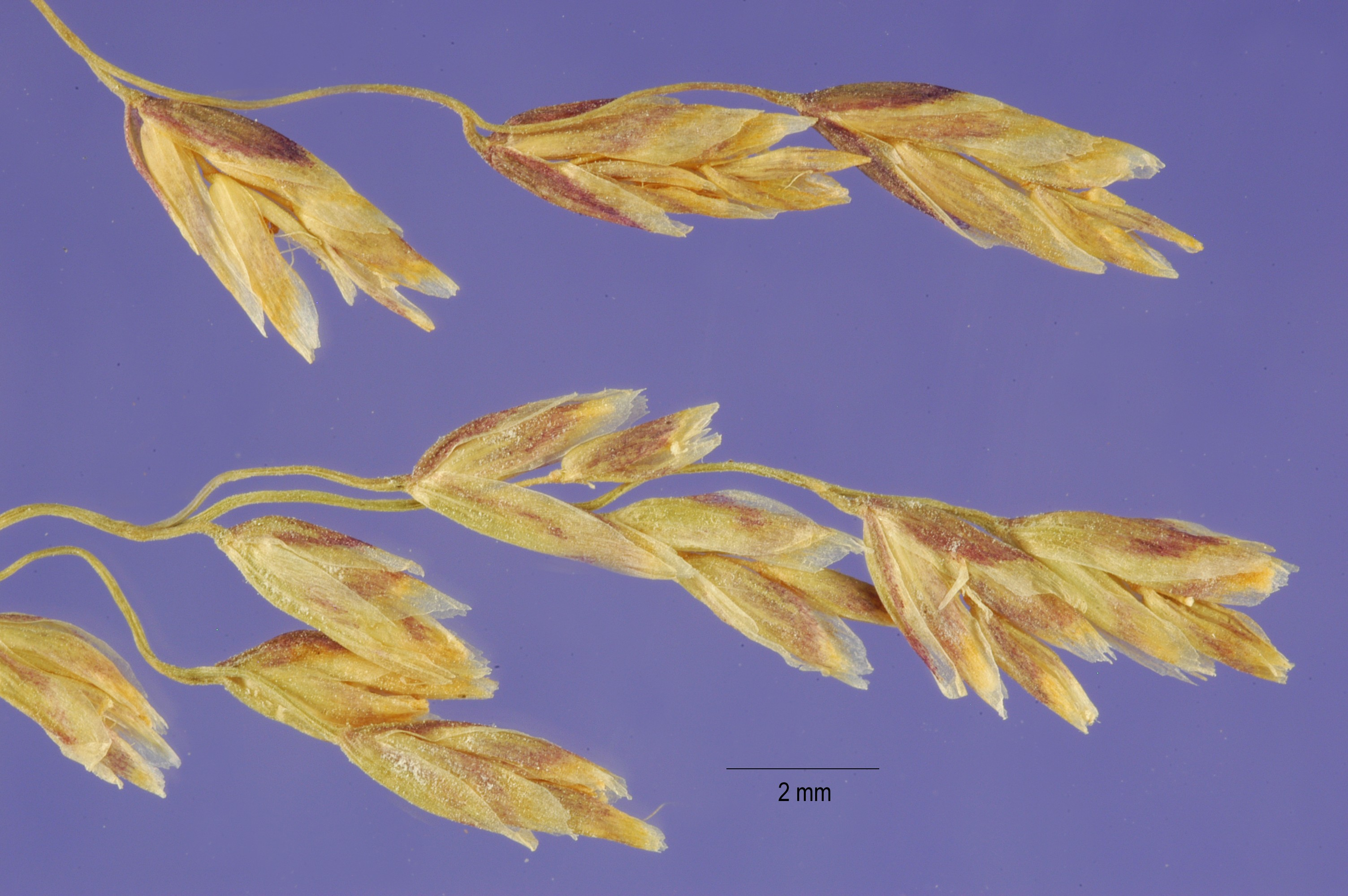
Колоски

Многолетние травы, (10) 15—80 (100) см высотой. Подземные побеги длинные, ползучие. Стебли прямостоячие. Листья линейные или ланцетно-линейные, 1—8 мм шириной; влагалища на 1/2—4/5 длины от основания замкнутые; язычки перепончатые, 2—6 (8) мм длиной.
Колоски 3,6—7 (8) мм длиной, с 2—6 обоеполыми цветками; собраны в раскидистые, реже сжатые метёлки. Плод — зерновка, 1,5—2 мм длиной.
Хромосомное число х = 7.

## Экология
Размножается семенами и вегетативно — побегами и корневищными черенками. На стеблях в пазухах листьев имеются спящие почки, которые хорошо прорастают во влажных условиях. Растение весьма зимостойкое и холодостойкое. Устойчиво к длительному затоплению и переувлажнению. Относительно быстро созревает и растёт. Плодоносит в приполярных районах тундры и лесотундры. Отличается внутривидовой изменчивостью и морфологической пластичностью.

## Химический состав
Сено убранное в период цветения содержит (на сухую массу): 14,8—17 % протеина, 3—6,6 % жира, 25,5—31,2 % клетчатки, 4,6—6,2 % золы, 20,2—26,2 % сахаров. Зелёная масса при 70 % влажности содержит: 5,1 % протеина, 1,4 % жира, 8,7 % клетчатки, 13 % БЭВ, 1,8 % золы. На 100 кг травы приходится 26 кормовых единиц и 3,7 переваримого протеина.
Коэффициент переваримости в процентах: золы 22, протеина 61, жира 32, клетчатки 63, БЭВ 68. В 100 кг сена содержится 60 кормовых единиц и 4,8 кг переваримого белка.

## Значение и применение
Очень хорошо северным оленем (Rangifer tarandus) поедается ранним летом, поздней осенью и зимой, когда растение сохраняет зелёными основания стеблей и листьев. Прекрасный нажировочный корм благодаря сохранению постоянства химического состава с начала цветения и до ухода под снег. В летне-осенний период листья хорошо поедаются водоплавающей птицей. Может играть роль кормового растения для молочного скота. 
В Якутии поедается европейским лосем (Alces alces Linnaeus) с лета до глубокой осени. Количество переваримого протеина зимой может достигать 74,0 %. 

## Синонимы вида
- Arctophila effusa Lange
- Arctophila effusa f. depauperata Nath.
- Arctophila fulva f. aristata (Polunin) Scoggan
- Arctophila fulva subsp. pendulina (Laest. ex Wahlenb.) Á.Löve & D.Löve
- Arctophila fulva var. similis (Rupr.) Tzvelev
- Arctophila laestadii Rupr.
- Arctophila latiflora Rupr.
- Arctophila mucronata Hack. ex Vasey
- Arctophila pendulina (Laest. ex Wahlenb.) Nyman
- Arctophila poecilantha Rupr.
- Arctophila remotiflora Rupr.
- Arctophila similis Rupr.
- Arctophila trichoclada Rupr.
- Arctophila trichopoda Holm
- Colpodium fulvum (Trin.) Griseb.
- Colpodium fulvum var. aristatum Polunin
- Colpodium fulvum f. depauperatum (Nath.) Polunin
- Colpodium fulvum var. effusum (Lange) Polunin
- Colpodium malmgrenii Andersson
- Colpodium mucronatum Beal
- Colpodium pendulinum (Laest. ex Wahlenb.) Griseb.
- Dupontia fulva (Trin.) Röser & Tkach
- Glyceria fulva (Trin.) Fr.
- Glyceria pendulina Laest. ex Wahlenb.
- Graphephorum fulvum (Trin.) A.Gray
- Graphephorum pendulinum (Laest. ex Wahlenb.) A.Gray
- Molinia pendulina (Laest. ex Wahlenb.) Hartm.
- Poa deflexa Rupr.
- Poa fulva Trin.
- Poa laestadii Rupr.
- Poa latiflora Rupr.
- Poa pendulina (Laest. ex Wahlenb.) J.Vahl
- Poa poecilantha Rupr.
- Poa remotiflora Rupr.
- Poa similis Rupr.
- Poa trichoclada Rupr.